# Das Monster von London
Das Monster von London (Originaltitel: Dr. Black, Mr. Hyde) ist ein US-amerikanischer Blaxploitation-Horrorfilm aus dem Jahr 1976. Der Film beruht auf Motiven von Robert Louis Stevensons Roman Der seltsame Fall des Dr. Jekyll und Mr. Hyde. Der Film ist ein Werk des Blacula-Regisseurs William Crain.

## Handlung
Dr. Henry Pride ist Arzt und Wissenschaftler und forscht zusammen mit seiner Kollegin Dr. Billie Worth an einem Heilmittel zur Regeneration der Leber. Um das Serum auszutesten, experimentiert er zunächst mit Ratten, kurz darauf mit Menschen. Eine sterbende Patientin verwandelt sich kurzzeitig in eine Art Albino und attackiert eine Krankenschwester. Schließlich injiziert sich Dr. Pride das Serum selbst und nimmt ebenfalls weiße Hautfarbe und weiße Haare an. Ähnlich dem Hulk wird sein Körper größer und unförmiger mit den Gesichtszügen eines Monsters. In diesem Zustand wird er vor allem von Jähzorn, aber auch dem Verlangen nach Linda, geleitet.
In seiner Verwandlung sucht er die Moonlight Lounge im Rotlichtmilieu auf, in der seine Patientin Linda Monte arbeitet. Er prügelt sich mit einer schwarzen Gang und legt sich mit dem drogenabhängigen farbigen Zuhälter Silky an. Da er flüchtet und sich zurückverwandelt, bleibt er unerkannt. Als Dr. Pride führt er Linda aus und offenbart ihr das Schicksal seiner Mutter. Sie arbeitete als Hausmädchen in einem Herrenhaus, erkrankte und starb schließlich, weil ihr Prostituierte die Hilfe verweigerten. Dieses traumatische Ereignis hat er nie verarbeitet.
Dr. Pride will Linda davon überzeugen das Serum einzunehmen, damit sie keine regelmäßigen Behandlungen mehr braucht und verwandelt sich zu ihrem Entsetzen vor ihren Augen in das Monster. Wenig später finden Kinder eine tote nackte Frau aus dem Umfeld Lindas. Eine ihrer Freundinnen stirbt auf dem Nachhauseweg. Linda gibt der Polizei bereitwillig Auskunft, verschweigt aber die Verwandlung von Dr. Pride. Der Zuhälter Silky und zwei Frauen sterben bei einer Orgie grausam durch das autofahrende Monster, das mit einem weißen Rolls-Royce unterwegs ist. In einer Folgeszene spricht Dr. Pride mit seinem Spiegelbild, was seine innere Zerrissenheit zum Ausdruck bringt. Er wechselt das Auto und fährt nun einen silbernen Mercedes-Benz.
Linda konfrontiert Dr. Pride und geht zur Polizei, die zwar skeptisch ist, aber ihren Hinweisen nachgeht. In das Monster verwandelt stürmt Dr. Pride das Haus von Linda und verfolgt sie durch die Stadt. In einem Laden schießt der Verkäufer erfolglos auf das Monster. Linda versteckt sich in einem leeren dunklen Gebäude und wird schließlich vom Monster überwältigt. Mit Linda in den Armen wird das Monster, wie bei King-Kong-Verfilmungen, von der Polizei gejagt und bei den Watts Towers gestellt. Die Frau bereits freigelassen und einen Polizeihund getötet, klettert das Monster an den Türmen hoch und stirbt im Kugelhagel und durch den anschließenden Fall in die Tiefe. Handelte er als Monster animalisch und gab jaulende Töne von sich, verwandelt er sich als Sterbender in den stattlichen und tragischen Dr. Pride (der Name Pride als Wortspiel mit dem Titel und mit der Bedeutung Stolz) zurück.
Der deutsche Titel Das Monster von London geht nicht auf die beiden Besonderheiten des Films als Blaxploitation-Film und Jekyll-und-Hyde-Adaption ein und ignoriert die amerikanische Sehenswürdigkeit der Watt Towers, die schwerlich in London verortet ist.

## Kritik
Das Lexikon des internationalen Films schrieb ablehnend, es handle sich um einen „triviale(n), an den Haaren herbeigezogene(n) Gruselfilm in Anlehnung an Robert L. Stevensons Dr. Jekyll und Mr. Hyde", aber auch an filmische Klassiker wie etwa „King Kong“.“ Cavett Binion schrieb im AllRovi, der Film enthalte wenig von der noch bei Blacula vorhandenen Hammer-artigen Atmosphäre, sondern spiele wie ein städtisches Action-Stück.